# John Tweedie
John Tweedie o Juan Tweedie (15 de marzo de 1775 en Lanarkashire, Escocia - 1 de abril de 1862 en Buenos Aires, Argentina), fue un botánico y horticulturista escocés, nacionalizado argentino luego de migrar a Buenos Aires en 1825.
Se desempeñó como encargado y jardinero en varios jardines de Escocia. Fue capataz en los jardines de Dalkieth y primer jardinero en el Jardín Botánico de Edimburgo. Invitado por Bernardino Rivadavia, se establece en la provincia de Buenos Aires, junto con una colonia de escoceses en Santa Catalina.

## Biografía
En 1825 los hermanos John Parish Robertson y William Parish Robertson compran 3 estancias: Santa Catalina, Monte Grande y la Laguna, con la cual fundan la colonia escocesa de Monte Grande.
Se seleccionaron 200 escoceses en Edimburgo con el objeto de crear una nueva Colonia por la Ley de Enfiteusis. Llegados a Buenos Aires los colonos, el gobierno no cumple lo pactado y como consecuencia los hermanos Parish Robertson le alquilan las tierras de la Colonia Escocesa de Monte Grande.
Entre este grupo de personas se destacaron tres, el médico Guillermo Wilson; el arquitecto Richard Adams y el jardinero Juan Tweedie. Richard Adams construye las viviendas de material, entre ellas la famosa casa blanca de los hermanos Parish Roberts. 
Pero sobre todo se destaca Juan Tweedie, que impactado por la flora autóctona (tala, espinillo, cina-cina, cola de zorro, cardo de castilla, etc.), manda a clasificar a Inglaterra creándose un grupo de especies conocidas como tweedienas o Tweediáceas, siendo el primer estudio clasificación de las flora autóctona realizada a nivel científico.
Sorprendido por la cantidad de cardo de Castilla, crea la primera máquina desmalezadora. Se separan por primera vez los campos dedicados a la agricultura de los de cría de ganado, utilizándose cercos vivos de tala para evitar que pasase el ganado de un lote a otro.
Debido a que los árboles autóctonos no servían para la construcción plantó en Santa Catalina el primer bosque artificial de nuestro país, cuyos restos vivientes son Monumentos Histórico Nacional por decreto del Poder Ejecutivo Nacional 877/61, introduciéndose olmos, robles, encinas, fresnos, etc.
Se poseen tres registros de sus identificaciones y nombramientos de tres nuevas spp.: dos de las Cactaceae y una Bignoniaceae.
John Tweedie se casó con Janet Tweedie. Tuvo 7 hijos. 
1. Ann Tweedie (* 1798, ???.)
2. Margaret Tweedie (* 1801, ???.)
3. William King Tweedie (WM. 1835)
4. Janet Tweedie (* 1805, ???.)
5. Jean Tweedie (* 1807, ???.)
6. Elspeth Tweedie (* 1809, ???.)
7. James Tweedie (retorna a Liverpool, donde fue comerciante)

## Honores
- La abreviatura «Tweedie» se emplea para indicar a John Tweedie como autoridad en la descripción y clasificación científica de los vegetales.[3]Las especies botánicas:
- Calliandra tweediei, por George Bentham
- Blepharocalyx tweediei popularmente conocido como arrayán, y anacahuita
- Ephedra tweediana Fisch. & C.A.Mey. de la familia Ephedracea, del orden Gnetales
- Castela tweediei Planch
- Holbergia tweedi
- Capparis tweediana, el sacha membrillo del cual se utiliza su raíz para tinción color gris y su hojas como anti diarreico, contra la viruela, sarampión o varicela y para curar forunculos; antidisénterico
- Neolissochilus tweediei Herre & Myers, 1937 , pez de la familia Cyprinidae del orden Cypriniformes
- Familia Tweediacea